# Keir Starmer
Keir Rodney Starmer (* 2. září 1962 Londýn) je britský politik a právník, od července 2024 premiér Spojeného království a od dubna 2020 vůdce Labouristické strany. V roce 2015 byl poprvé zvolen do Dolní sněmovny parlamentu Spojeného království.

## Život a politická kariéra
Narodil se jako jedno z pěti dětí nástrojáře Rodneyho Starmera a zdravotní sestry Josephiny, rozené Bakerové. Jméno dostal po zakladateli Labouristické strany Keiru Hardiem. Vystudoval právo na univerzitě v Leedsu a pak absolvoval postgraduální studium občanského práva na Oxfordské univerzitě. Působil výhradně jako obhájce se specializací na problematiku lidských práv.
Obhajoval ekologické aktivisty z organizace Greenpeace ve sporu se společností McDonald's, kterou aktivisté kritizovali za nízké platy zaměstnanců, podmínky zvířat a podíl na odlesňování. V letech 2008 až 2013 působil jako státní zástupce. 
Se svou manželkou má dvě děti, které jsou vychovávány v židovské víře své matky. Jeho manželka má příbuzné v Izraeli a celá rodina včetně Starmera dodržuje šabat a ctí židovské tradice.
Starmer byl kritický k bývalému předsedovi labouristů Jeremymu Corbynovi, který se nedokázal vypořádat s antisemitismem v řadách labouristů v souvislosti s negativním postojem vůči Izraeli kvůli jeho politice k Palestincům, a po svém zvolení do čela labouristů prohlásil, že za svou prioritu „si stanovil tažení proti antisemitismu a opětovné získání důvěry židovské komunity.“
Dne 4. dubna 2020 byl v prvním kole hlasování zvolen většinou 56,2 % hlasů vůdcem Labouristické strany; ve funkci nahradil Jeremyho Corbyna.
V květnu 2022 britská policie oznámila zahájení vyšetřování údajného porušení pravidel hygienické izolace platných v roce 2021 ve Spojeném království během pandemie covidu-19.
Před všeobecnými volbami, plánovanými na 4. července 2024, Starmerem vedená Labouristická strana v průzkumech výrazně vedla nad vládnoucími konzervativci v čele s premiérem Rishim Sunakem.
V parlamentních volbách konaných 4. července 2024 uštědřila Labouristická strana pod jeho vedením tvrdou porážku dosud vládnoucím konzervativcům a Starmer byl následujícího dne králem Karlem III. pověřen sestavením vlády jako nový britský premiér.

### Premiér Spojeného království
Po svém nástupu do funkce se rozhodl zrušit deportace migrantů do Rwandy a slíbil, že bude dál podporovat Ukrajinu ve válce s Ruskem.

## Politické postoje

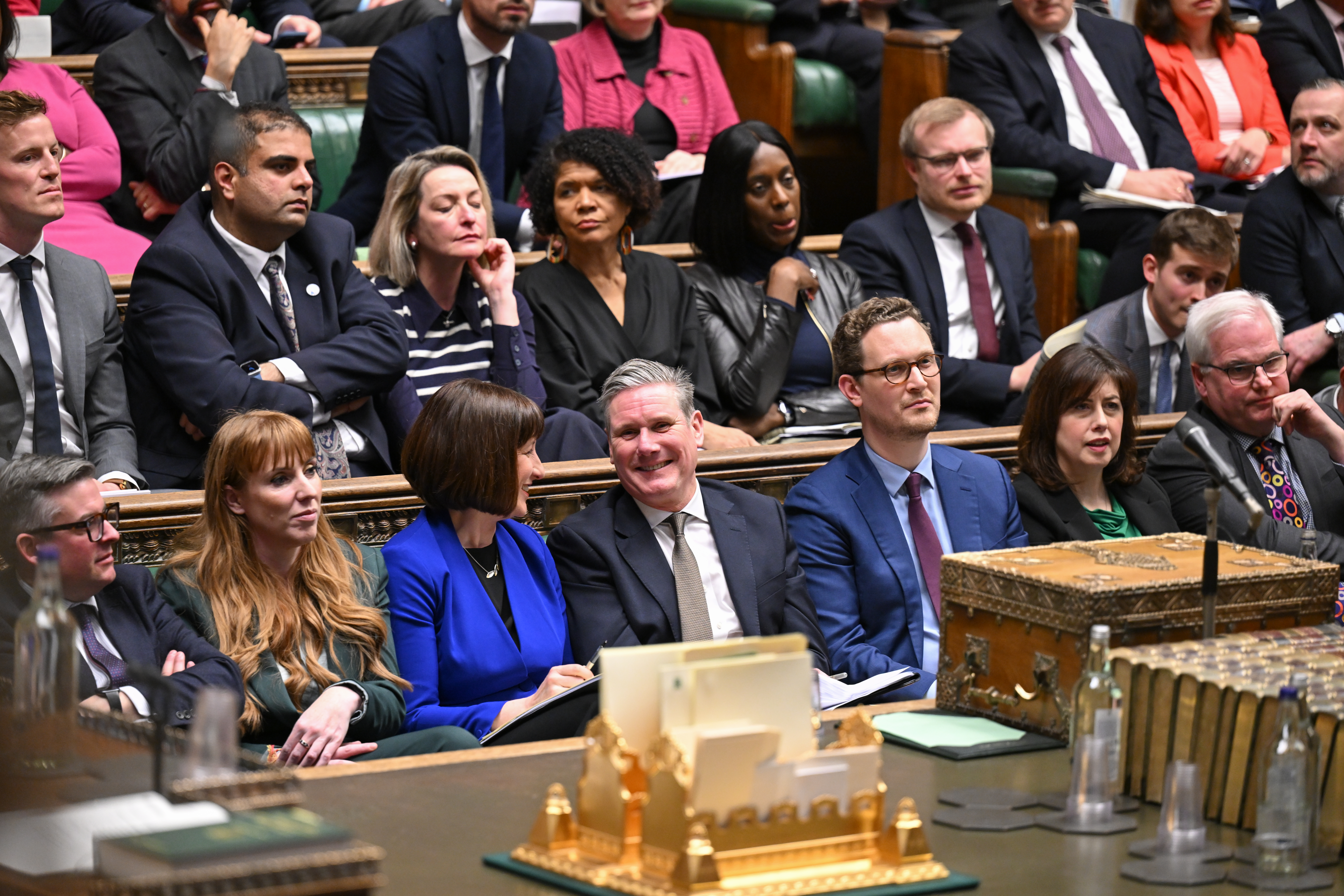
Starmer mezi poslanci britského parlamentu v březnu 2024

Starmer před volbami v červenci 2024 slíbil, že sníží rekordně vysokou legální imigraci do Spojeného království, která podle něj poškozuje domácí britské pracovníky, snižuje mzdy a zhoršuje pracovní podmínky. Obvinil vládnoucí konzervativce a premiéra Rishiho Sunaka, že navzdory svým opakovaným slibům z minulosti, že legální imigraci sníží, selhali a ztratili nad situací kontrolu.
Vládnoucí konzervativci Starmera kritizovali, že před volbami pouze říká, co chtějí britští voliči slyšet, ale své sliby nesplní, protože v minulosti opakovaně hlasoval proti přísnější ochraně britských hranic. Strana zelených obvinila Starmera, že „přijal protimigrantskou rétoriku Nigela Farage... místo toho, aby uvítal důležitou roli, kterou hrají lidé, kteří se rozhodli pracovat ve Spojeném království“. Čistá legální migrace do Spojeného království během roku 2022 dosáhla rekordního počtu 764 000 osob, přičemž imigrace dosáhla 1,26 milionu a emigrace 493 000. V roce 2023 se do Spojeného království přistěhovalo 1,22 milionu lidí. Většina přistěhovalců pocházela z neevropských států jako Indie, Nigérie, Čína nebo Pákistán, zatímco mezi emigranty byli zejména domácí Britové a občané členských států EU, kteří Spojené království hromadně opouštěli kvůli brexitu a na trhu práce byli nahrazováni neevropskými imigranty.
V roce 2015 uvedl, že válka v Iráku byla podle mezinárodního práva nezákonná, protože neexistovala žádná rezoluce OSN, která by výslovně opravňovala americko-britskou invazi do Iráku v březnu 2003.
V roce 2020 vyzval k uvalení sankcí proti představitelům čínského komunistického režimu, kteří byli zapojeni do porušování lidských práv. Podle Labouristické strany se Čína dopouštěla genocidy menšinových Ujgurů v západočínské provincii Sin-ťiang.
V roce 2021 kritizoval premiéra Borise Johnsona, který odsouhlasil prodej velkého množství britských zbraní do Saúdské Arábie, protože zbraně byly použity během saúdské vojenské intervence v Jemenu a přispěly tak k humanitární krizi v této zemi.
V květnu 2021 Starmer prohlásil, že Izrael „musí respektovat mezinárodní právo“ a vyzval izraelskou vládu, aby spolupracovala s palestinskými vůdci na deeskalaci izraelsko-palestinského konfliktu. Kritizoval výstavbu izraelských osad na okupovaném Západního břehu a vyjádřil nesouhlas s vyháněním Palestinců na Izraelem okupovaných územích, ale zároveň odmítl palestinské hnutí BDS, které požaduje uvalení sankcí na Izrael a jeho bojkot, a odsoudil „protisionistický antisemitismus“.

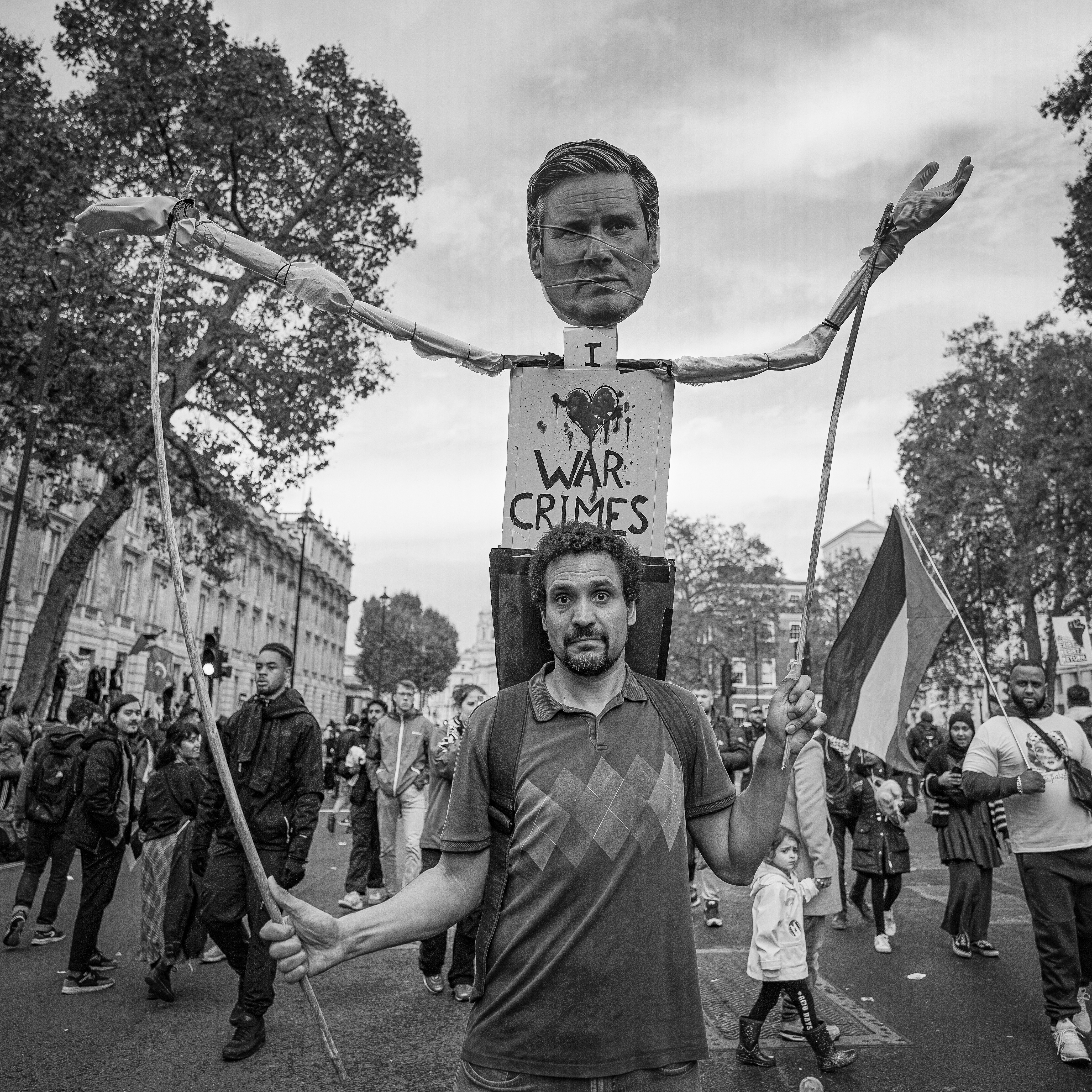
Propalestinský demonstrant v Londýně kritizuje Starmera za jeho podporu Izraele ve válce v Gaze

Starmer podporuje, aby si Spojené království ponechalo své jaderné zbraně v rámci vojensko-politické doktríny jaderného odstrašení.
Po útoku Hamásu na Izrael dne 7. října 2023 vyjádřil podporu Izraeli ve válce s Hamásem na území Pásma Gazy. V rozhovoru pro LBC dne 11. října 2023 podpořil izraelskou blokádu Pásma Gazy. Když byl dotázán, zda by bylo vhodné, aby Izrael úplně přerušil dodávky elektřiny a vody do Pásma Gazy, Starmer odpověděl, že „Izrael má na to právo“. Dne 20. října, po kritice z vlastní strany a rezignaci labouristických radních, Starmer řekl, že tím myslel pouze to, že Izrael má právo se bránit. V listopadu 2023 odmítl výzvy k trvalému příměří v Gaze, protože by to podle něj prospělo jen Hamásu.
V únoru 2024, po silné kritice z řad vlastní Labouristické strany, změnil svůj postoj a podpořil příměří v Gaze. V květnu 2024, v souvislosti se žádostí o vydání zatykače na izraelského premiéra Benjamina Netanjahua kvůli obvinění z válečných zločinů během války v Pásmu Gazy, kterou podal hlavní žalobce Mezinárodního trestního soudu (ICC) v Haagu, Starmer prohlásil, že „nikdy nepřijme“ srovnávání Hamásu s Izraelem, který má „právo na sebeobranu“.

## Návštěva Keira Starmera v Československu
V roce 2024 před parlamentními volbami zveřejnil bulvární deník Daily Mail informaci o návštěvě Keira Starmera v Československu v 80. letech. V létě 1986, krátce po dokončení právnického studia na Oxfordské univerzitě, se tehdy třiadvacetiletý Starmer zúčastnil dvoutýdenního pobytu v komunistickém Československu. Jako člen 17členné mezinárodní skupiny, tvořené převážně studenty, pomáhal obnovovat Památník Lidice. Do Československa přijel 16. srpna a pracoval zde spolu s dobrovolníky ze Spojených států, Západního Německa, Dánska, Španělska, Finska, Nizozemska a Francie. Jak později vyplynulo z archivních dokumentů, celý pobyt zahraničních účastníků sledovala československá Státní bezpečnost.